# Castellana (Madrid)
Castellana és un dels sis barris del Districte de Salamanca, a Madrid. Deu el seu nom al Passeig de la Castellana El barri és limitat pels carrers María de Molina al nord, Príncep de Vergara a l'est, Passeig de la Castellana a l'oest i el carrer Don Ramón de la Creu al sud. Limita al nord amb el barri d'El Viso (Chamartín), a l'oest amb el d'Almagro (Chamberí); a l'est amb el barri de Lista i al sud amb el de Recoletos, ambdós a Salamanca.